# Донор (Ирландия)
Донор (англ. Donore; ирл. Dún Uabhair) — деревня в Ирландии, находится в графстве Мит (провинция Ленстер).

## Демография
Население — 728 человек (по переписи 2006 года). В 2002 году население составляло 334 человек.
Данные переписи 2006 года:
| Общие демографические показатели |               |                               |                               |      |      |
| Всё население                    | Всё население | Изменения населения 2002—2006 | Изменения населения 2002—2006 | 2006 | 2006 |
| 2002                             | 2006          | чел.                          | %                             | муж. | жен. |
| 334                              | 728           | 394                           | 118                           | 374  | 354  |